# Serie B 2022-2023 (pallamano maschile)

## Stagione

### Formula
Nella stagione 2022-23 la Serie B (pallamano maschile) è divisa in 10 aree territoriali che esprimeranno ulteriori promozioni.
Ogni girone appartiene ad un'Area di competenza della FIGH, che gestisce in autonomia i meccanismi per le promozioni:
- Area 1: al termine della stagione regolare le prime quattro squadre classificate accedono ai playoff con la formula della Final Four: la squadra vincitrice della finale sarà promossa;
- Area 2: al termine della stagione regolare, le prime quattro squadre classificate accedono ai playoff a partire dai quarti di finale, semifinali e finali: la squadra vincitrice della finale sarà promossa;
- Area 3: criteri per la promozione da comunicare;
- Area 4: al termine della stagione regolare le prime quattro squadre classificate accedono ai playoff con la formula della Final Four: la squadra vincitrice della finale sarà promossa;
- Area 5: al termine della stagione la squadra prima classificata sarà promossa;
- Area 6: al termine della stagione regolare le prime cinque squadre classificate accedono alla seconda fase, un girone all'italiana con gare di sola andata: la squadra prima classificata al termine della seconda fase sarà promossa;
- Area 7: al termine della stagione la squadra prima classificata sarà promossa;
- Area 8: al termine della stagione la squadra prima classificata sarà promossa;
- Area 9: dopo la stagione regolare si svolge la fase ad orologio, al termine della quale la prima classificata sarà promossa;
- Area 10: al termine della stagione regolare la prima squadra classificata accederà ad uno spareggio contro la seconda classificata dell'Area 4.

## Gironi

### Area 1

#### Squadre partecipanti
| Squadra               | Città                              |
| --------------------- | ---------------------------------- |
| ASC Algund            | Lagundo (BZ)                       |
| SSV Bozen Loacker B   | Bolzano                            |
| SSV Brixen Handball B | Bressanone (BZ)                    |
| Eppan B               | Appiano sulla strada del vino (BZ) |
| SC Meran Alperia B    | Merano (BZ)                        |
| Handball Mori         | Mori (TN)                          |
| Pallamano Pressano B  | Lavis (TN)                         |
| SSV Taufers           | Campo Tures (BZ)                   |

#### Classifica
Fonte: sito ufficiale FIGH
|  | Pos. | Squadra      | Pt | G  | V  | N | S  | GF  | GS  | D    | Note    |
|  | ---- | ------------ | -- | -- | -- | - | -- | --- | --- | ---- | ------- |
|  | 1.   | Pressano B   | 22 | 14 | 11 | 0 | 3  | 432 | 337 | +95  | Playoff |
|  | 2.   | Algund       | 20 | 14 | 10 | 0 | 4  | 348 | 344 | +4   | Playoff |
|  | 3.   | Bozen B      | 18 | 14 | 9  | 0 | 5  | 453 | 370 | +83  | Playoff |
|  | 4.   | Taufers (-9) | 14 | 14 | 11 | 1 | 2  | 426 | 360 | +66  | Playoff |
|  | 5.   | Meran B      | 13 | 14 | 6  | 1 | 7  | 458 | 447 | +11  |         |
|  | 6.   | Brixen B     | 9  | 14 | 4  | 1 | 9  | 403 | 431 | -28  |         |
|  | 7.   | Mori         | 7  | 14 | 3  | 1 | 10 | 380 | 370 | +10  |         |
|  | 8.   | Eppan B      | 0  | 14 | 0  | 0 | 14 | 322 | 563 | -241 |         |

#### Playoff

##### Semifinali
| Squadra 1  | Squadra 2 | Gara 1                    | Gara 2                |
| ---------- | --------- | ------------------------- | --------------------- |
| Pressano B | Taufers   | Campo Tures, 22 apr. 2023 | Lavis, 3 mag. 2023    |
| Pressano B | Taufers   | 21-22                     | 23-25                 |
| Algund     | Bozen B   | Bolzano, 21 apr. 2023     | Lagundo, 28 apr. 2023 |
| Algund     | Bozen B   | 34-36                     | 28-28                 |

##### Finale 3º posto
| Squadra 1  | Squadra 2 | Gara 1                | Gara 2              |
| ---------- | --------- | --------------------- | ------------------- |
| Pressano B | Algund    | Lagundo, 13 mag. 2023 | Lavis, 15 mag. 2023 |
| Pressano B | Algund    | 24-27                 | 25-29               |

##### Finale
| Squadra 1 | Squadra 2 | Gara 1                    | Gara 2                |
| --------- | --------- | ------------------------- | --------------------- |
| Bozen B   | Taufers   | Campo Tures, 12 mag. 2023 | Bolzano, 16 mag. 2023 |
| Bozen B   | Taufers   | 26-26                     | 31-26                 |

### Area 2

#### Girone A

##### Squadre partecipanti
| Squadra               | Città                     |
| --------------------- | ------------------------- |
| Cassano Magnago C     | Cassano Magnago (VA)      |
| Cologne B             | Cologne (BS)              |
| Crenna                | Gallarate (VA)            |
| Handball Leno         | Leno (BS)                 |
| Palazzolo B           | Palazzolo sull'Oglio (BS) |
| Polisportiva Ferrarin | San Donato Milanese (MI)  |

##### Classifica
Fonte: sito ufficiale FIGH
|  | Pos. | Squadra           | Pt | G  | V | N | S | GF  | GS  | D   | Note    |
|  | ---- | ----------------- | -- | -- | - | - | - | --- | --- | --- | ------- |
|  | 1.   | Leno              | 18 | 10 | 9 | 0 | 1 | 318 | 235 | +83 | Playoff |
|  | 2.   | Ferrarin          | 15 | 10 | 7 | 1 | 2 | 285 | 215 | +70 | Playoff |
|  | 3.   | Cologne B         | 15 | 10 | 7 | 1 | 2 | 278 | 232 | +46 | Playoff |
|  | 4.   | Palazzolo B       | 4  | 10 | 2 | 0 | 8 | 258 | 314 | -56 |         |
|  | 5.   | Cassano Magnago C | 4  | 10 | 2 | 0 | 8 | 213 | 276 | -63 |         |
|  | 6.   | Crenna            | 4  | 10 | 2 | 0 | 8 | 209 | 289 | -80 | Playoff |

#### Girone B

##### Squadre partecipanti
| Squadra               | Città                       |
| --------------------- | --------------------------- |
| Città Giardino        | Torino                      |
| Derthona              | Tortona (AL)                |
| Exes 1984             | Pinerolo (TO)               |
| San Martino           | San Martino Siccomario (PV) |
| Valpellice            | Cavour (TO)                 |
| Polisportiva Vigevano | Vigevano (PV)               |

##### Classifica
Fonte: sito ufficiale FIGH
|  | Pos. | Squadra          | Pt | G  | V  | N | S | GF  | GS  | D    | Note    |
|  | ---- | ---------------- | -- | -- | -- | - | - | --- | --- | ---- | ------- |
|  | 1.   | Derthona         | 20 | 10 | 10 | 0 | 0 | 321 | 189 | +132 | Playoff |
|  | 2.   | Valpellice       | 14 | 10 | 7  | 0 | 3 | 251 | 220 | +31  | Playoff |
|  | 3.   | Città Giardino   | 10 | 10 | 5  | 0 | 5 | 233 | 247 | -14  | Playoff |
|  | 4.   | Vigevano         | 6  | 10 | 3  | 0 | 7 | 222 | 264 | -42  | Playoff |
|  | 5.   | San Martino (-3) | 5  | 10 | 4  | 0 | 6 | 228 | 253 | -25  |         |
|  | 6.   | Exes             | 2  | 10 | 1  | 0 | 9 | 198 | 280 | -82  |         |

#### Playoff

##### Quarti di finale
| Squadra 1      | Squadra 2 | Gara 1                 | Gara 2                            |
| -------------- | --------- | ---------------------- | --------------------------------- |
| Città Giardino | Ferrarin  | Torino, 15 apr. 2023   | San Donato Milanese, 29 apr. 2023 |
| Città Giardino | Ferrarin  | 20-33                  | 21-34                             |
| Vigevano       | Leno      | Vigevano, 15 apr. 2023 | Leno, 29 apr. 2023                |
| Vigevano       | Leno      | 21-30                  | 23-30                             |
| Valpellice     | Cologne B | Cavour, 15 apr. 2023   | Cologne, 29 apr. 2023             |
| Valpellice     | Cologne B | 24-24                  | 16-26                             |
| Crenna         | Derthona  | Crenna, 15 apr. 2023   | Tortona, 29 apr. 2023             |
| Crenna         | Derthona  | 14-30                  | 16-37                             |

##### Semifinali
| Squadra 1 | Squadra 2 | Risultato             |
| --------- | --------- | --------------------- |
| Ferrarin  | Derthona  | Cologne, 13 mag. 2023 |
| Ferrarin  | Derthona  | 24-31                 |
| Leno      | Cologne B | Cologne, 13 mag. 2023 |
| Leno      | Cologne B | 28-17                 |

##### Finale
| Squadra 1 | Squadra 2 | Risultato             |
| --------- | --------- | --------------------- |
| Derthona  | Leno      | Cologne, 14 mag. 2023 |
| Derthona  | Leno      | 27-21                 |

### Area 3

#### Squadre partecipanti
| Squadra                  | Città                    |
| ------------------------ | ------------------------ |
| Pallamano Cellini Padova | Padova                   |
| CUS Venezia              | Venezia                  |
| Jolly Campoformido       | Campoformido (UD)        |
| Handball Malo B          | Malo (VI)                |
| Pallamano Musile 2006    | Musile di Piave (VE)     |
| Handball Oderzo          | Oderzo (TV)              |
| Paese                    | Paese (TV)               |
| Povegliano               | Povegliano Veronese (VR) |
| Quinto Vicentino         | Quinto Vicentino (VI)    |
| San Fior                 | San Fior (TV)            |
| Unione Sportiva Torri B  | Torri di Quartesolo (VI) |
| Pallamano Scuola Vicenza | Vicenza                  |

#### Classifica
Fonte: sito ufficiale FIGH
|  | Pos. | Squadra            | Pt | G  | V  | N | S  | GF  | GS  | D    | Note |
|  | ---- | ------------------ | -- | -- | -- | - | -- | --- | --- | ---- | ---- |
|  | 1.   | Torri B            | 43 | 22 | 21 | 1 | 0  | 757 | 469 | +288 |      |
|  | 2.   | Jolly Campoformido | 38 | 22 | 19 | 0 | 3  | 797 | 518 | +279 |      |
|  | 3.   | Oderzo             | 34 | 22 | 17 | 0 | 5  | 763 | 577 | +186 |      |
|  | 4.   | Paese              | 33 | 22 | 16 | 1 | 5  | 702 | 589 | +113 |      |
|  | 5.   | Malo B             | 28 | 22 | 14 | 0 | 8  | 650 | 582 | +68  |      |
|  | 6.   | Musile             | 25 | 22 | 12 | 1 | 9  | 613 | 528 | +85  |      |
|  | 7.   | Quinto Vicentino   | 17 | 22 | 8  | 1 | 13 | 546 | 557 | -11  |      |
|  | 8.   | Cellini            | 16 | 22 | 7  | 2 | 13 | 551 | 663 | -112 |      |
|  | 9.   | San Fior           | 10 | 22 | 5  | 0 | 17 | 424 | 641 | -217 |      |
|  | 10.  | CUS Venezia (-3)   | 7  | 22 | 4  | 2 | 16 | 529 | 696 | -167 |      |
|  | 11.  | Vicenza            | 6  | 22 | 3  | 0 | 19 | 464 | 707 | -243 |      |
|  | 12.  | Povegliano         | 4  | 22 | 2  | 0 | 20 | 440 | 709 | -269 |      |

### Area 4

#### Squadre partecipanti
| Squadra                    | Città                      |
| -------------------------- | -------------------------- |
| Pallamano Carpi 2019 B     | Carpi (MO)                 |
| Carpine                    | Carpi (MO)                 |
| Modula Casalgrande         | Casalgrande (RE)           |
| Handball Estense           | Ferrara                    |
| Pallamano Faenza           | Faenza (RA)                |
| Felino HC                  | Felino (PM)                |
| Ferrara United B           | Ferrara                    |
| Pallamano Romagna B        | Imola (BO)                 |
| Marconi Jumpers            | Castelnovo di Sotto (RE)   |
| Rapid Nonantola            | Nonantola (MO)             |
| Pallamano 85 San Lazzaro B | San Lazzaro di Savena (BO) |
| Secchia Rubiera B          | Rubiera (RE)               |
| Sportinsieme A.S.D.        | Castellarano (RE)          |
| Pallamano Valsamoggia      | Bazzano (BO)               |

#### Classifica
Fonte: sito ufficiale FIGH
|  | Pos. | Squadra           | Pt | G  | V  | N | S  | GF  | GS  | D    | Note    |
|  | ---- | ----------------- | -- | -- | -- | - | -- | --- | --- | ---- | ------- |
|  | 1.   | Secchia Rubiera B | 43 | 26 | 21 | 1 | 4  | 810 | 675 | +135 | Playoff |
|  | 2.   | Marconi Jumpers   | 40 | 26 | 19 | 2 | 5  | 726 | 600 | +126 | Playoff |
|  | 3.   | Casalgrande       | 37 | 26 | 18 | 1 | 7  | 854 | 713 | +141 | Playoff |
|  | 4.   | San Lazzaro B     | 36 | 26 | 18 | 0 | 8  | 817 | 670 | +147 |         |
|  | 5.   | Carpine           | 36 | 26 | 18 | 0 | 8  | 799 | 659 | +140 |         |
|  | 6.   | Carpi B           | 36 | 26 | 17 | 2 | 7  | 764 | 691 | +73  | Playoff |
|  | 7.   | Faenza            | 35 | 26 | 17 | 1 | 8  | 766 | 683 | +83  |         |
|  | 8.   | Romagna B         | 30 | 26 | 15 | 0 | 11 | 779 | 632 | +147 |         |
|  | 9.   | Estense (-5)      | 19 | 26 | 12 | 0 | 14 | 694 | 681 | +13  |         |
|  | 10.  | Rapid Nonantola   | 16 | 26 | 7  | 2 | 17 | 701 | 787 | -86  |         |
|  | 11.  | Valsamoggia (-3)  | 9  | 26 | 6  | 0 | 20 | 647 | 828 | -181 |         |
|  | 12.  | Felino            | 8  | 26 | 4  | 0 | 22 | 641 | 809 | -168 |         |
|  | 13.  | Sportinsieme      | 6  | 26 | 3  | 0 | 23 | 617 | 871 | -254 |         |
|  | 14.  | Ferrara Utd B     | 5  | 26 | 2  | 1 | 23 | 548 | 864 | -316 |         |

#### Playoff

##### Semifinali
| Squadra 1         | Squadra 2   | Risultato             |
| ----------------- | ----------- | --------------------- |
| Marconi Jumpers   | Caslagrande | Rubiera, 20 mag. 2023 |
| Marconi Jumpers   | Caslagrande | 21-24                 |
| Secchia Rubiera B | Carpi B     | Rubiera, 20 mag. 2023 |
| Secchia Rubiera B | Carpi B     | 24-32                 |

##### Finale 3º posto
| Squadra 1       | Squadra 2         | Risultato             |
| --------------- | ----------------- | --------------------- |
| Marconi Jumpers | Secchia Rubiera B | Rubiera, 20 mag. 2023 |
| Marconi Jumpers | Secchia Rubiera B | 16-25                 |

##### Finale
| Squadra 1 | Squadra 2   | Risultato             |
| --------- | ----------- | --------------------- |
| Carpi B   | Casalgrande | Rubiera, 21 mag. 2023 |
| Carpi B   | Casalgrande | 31-29                 |

### Area 5

#### Squadre partecipanti
| Squadra                      | Città                     |
| ---------------------------- | ------------------------- |
| Aretè Polisportiva           | Bastia Umbra (PG)         |
| Carrara                      | Carrara                   |
| Pallamano Follonica Starfish | Follonica (GR)            |
| Ginnastica Spezia            | La Spezia                 |
| Pallamano Grosseto           | Grosseto                  |
| Medicea                      | Poggio a Caiano PO        |
| Pallamano Montecarlo         | Montecarlo (LU)           |
| GSD Libertas La Torre        | Pontassieve (FI)          |
| Olimpic Massa Marittima      | Massa Marittima (GR)      |
| Mugello Handball UTD         | Borgo San Lorenzo (FI)    |
| Pallamano Prato B            | Prato                     |
| Pallamano Tavarnelle B       | Barberino Tavarnelle (FI) |

#### Classifica
Fonte: sito ufficiale FIGH
|  | Pos. | Squadra                | Pt | G  | V  | N | S  | GF  | GS  | D    | Note       |
|  | ---- | ---------------------- | -- | -- | -- | - | -- | --- | --- | ---- | ---------- |
|  | 1.   | Follonica              | 38 | 22 | 19 | 0 | 3  | 703 | 533 | +170 | Promozione |
|  | 2.   | Mugello (-3)           | 38 | 22 | 20 | 1 | 1  | 685 | 567 | +118 |            |
|  | 3.   | Ginnastica Spezia      | 31 | 22 | 15 | 1 | 5  | 706 | 606 | +100 |            |
|  | 4.   | Grosseto               | 27 | 22 | 12 | 3 | 7  | 690 | 652 | +38  |            |
|  | 5.   | Olimpic Massa M.       | 26 | 22 | 12 | 2 | 8  | 712 | 653 | +59  |            |
|  | 6.   | Medicea                | 25 | 22 | 12 | 1 | 9  | 640 | 553 | +87  |            |
|  | 7.   | Tavarnelle B           | 21 | 22 | 9  | 3 | 10 | 545 | 550 | -5   |            |
|  | 8.   | Prato B                | 18 | 22 | 9  | 0 | 13 | 579 | 612 | -33  |            |
|  | 9.   | Carrara                | 14 | 22 | 7  | 0 | 15 | 543 | 648 | -105 |            |
|  | 10.  | Montecarlo (-3)        | 13 | 22 | 7  | 2 | 13 | 588 | 636 | -48  |            |
|  | 11.  | Aretè (-3)             | 4  | 22 | 3  | 1 | 18 | 503 | 701 | -198 |            |
|  | 12.  | Libertas La Torre (-3) | -3 | 22 | 0  | 0 | 22 | 553 | 736 | -183 |            |

### Area 6

#### Squadre partecipanti
| Squadra                     | Città                    |
| --------------------------- | ------------------------ |
| Pallamano Camerano B        | Camerano (AN)            |
| Pallamano Chiaravalle B     | Chiaravalle (AN)         |
| Pallamano Chieti            | Chieti                   |
| Polisportiva Cingoli B      | Cingoli (MC)             |
| Pallamano Città Sant'Angelo | Città Sant'Angelo (PE)   |
| CUS Ancona                  | Ancona                   |
| Pallamano Falconara         | Falconara Marittima (AN) |
| Handball Club Pescara       | Pescara                  |

#### Classifica

##### Regular Season
Fonte: sito ufficiale FIGH
|  | Pos. | Squadra           | Pt | G  | V  | N | S  | GF  | GS  | D    | Note         |
|  | ---- | ----------------- | -- | -- | -- | - | -- | --- | --- | ---- | ------------ |
|  | 1.   | Cingoli B         | 26 | 14 | 13 | 0 | 1  | 543 | 342 | +201 |              |
|  | 2.   | Camerano B        | 23 | 14 | 11 | 1 | 2  | 504 | 357 | +147 |              |
|  | 3.   | Chieti            | 19 | 14 | 9  | 1 | 4  | 401 | 357 | +44  | Seconda fase |
|  | 4.   | CUS Ancona        | 17 | 14 | 8  | 1 | 5  | 376 | 350 | +26  | Seconda fase |
|  | 5.   | Città Sant'Angelo | 9  | 14 | 4  | 1 | 9  | 329 | 359 | -30  | Seconda fase |
|  | 6.   | Pescara           | 8  | 14 | 4  | 0 | 10 | 325 | 390 | -65  | Seconda fase |
|  | 7.   | Chiaravalle B     | 8  | 14 | 4  | 0 | 10 | 355 | 494 | -139 |              |
|  | 8.   | Falconara (-3)    | -1 | 14 | 0  | 2 | 12 | 368 | 516 | -148 | Seconda fase |

##### Seconda fase
|  | Pos. | Squadra           | Pt | G | V | N | S | GF  | GS  | D   | Note       |
|  | ---- | ----------------- | -- | - | - | - | - | --- | --- | --- | ---------- |
|  | 1.   | CUS Ancona        | 21 | 4 | 4 | 0 | 0 | 95  | 72  | +23 | Promozione |
|  | 2.   | Chieti            | 20 | 4 | 3 | 0 | 1 | 89  | 70  | +19 |            |
|  | 3.   | Pescara           | 10 | 4 | 2 | 0 | 2 | 103 | 106 | -3  |            |
|  | 4.   | Città Sant'Angelo | 7  | 4 | 1 | 0 | 3 | 87  | 100 | -13 |            |
|  | 5.   | Falconara (-3)    | -4 | 4 | 0 | 0 | 4 | 65  | 91  | -26 |            |

### Area 7

#### Squadre partecipanti
| Squadra                 | Città              |
| ----------------------- | ------------------ |
| Pallamano Benevento     | Benevento          |
| ENDAS Capua             | Capua (CE)         |
| New Handball Capua      | Capua (CE)         |
| Flavioni Civitavecchia  | Civitavecchia (RM) |
| Fondi B                 | Fondi (LT)         |
| Polisportiva Gaeta 1931 | Gaeta (LT)         |
| Sporting Club Gaeta     | Gaeta (LT)         |
| Genea Lanzara B         | Salerno            |
| Hand Roma               | Roma               |
| Sannio HC               | Benevento          |

#### Classifica
Fonte: sito ufficiale FIGH
|  | Pos. | Squadra       | Pt | G  | V  | N | S  | GF  | GS  | D    | Note       |
|  | ---- | ------------- | -- | -- | -- | - | -- | --- | --- | ---- | ---------- |
|  | 1.   | Gaeta 1931    | 28 | 16 | 14 | 0 | 2  | 426 | 327 | +99  | Promozione |
|  | 2.   | Benevento     | 22 | 16 | 11 | 0 | 5  | 479 | 383 | +96  |            |
|  | 3.   | HandRoma      | 20 | 16 | 10 | 0 | 6  | 425 | 365 | +60  |            |
|  | 4.   | Lanzara B     | 20 | 16 | 10 | 0 | 6  | 444 | 408 | +36  |            |
|  | 5.   | SC Gaeta      | 13 | 16 | 6  | 1 | 9  | 369 | 346 | +23  |            |
|  | 6.   | Fondi B (-5)  | 13 | 16 | 9  | 0 | 7  | 436 | 418 | +18  |            |
|  | 7.   | Flavioni (-5) | 11 | 16 | 8  | 0 | 8  | 389 | 389 | +0   |            |
|  | 8.   | Sannio        | 7  | 16 | 3  | 1 | 12 | 377 | 452 | -75  |            |
|  | 9.   | Capua         | 0  | 16 | 0  | 0 | 16 | 261 | 518 | -257 |            |
|  | 10.  | ENDAS         | 0  | 0  | 0  | 0 | 0  | 0   | 0   | +0   | Ritirata   |

### Area 8

#### Squadre partecipanti
| Squadra               | Città          |
| --------------------- | -------------- |
| Pallamano Altamura    | Altamura (BA)  |
| Pallamano Crotone     | Crotone        |
| Fasano                | Fasano (BR)    |
| Fidelis Andria        | Andria         |
| Joker Putignano       | Putignano (BA) |
| Innotech Serra Fasano | Fasano (BR)    |
| Pallamano Noci        | Noci (BA)      |

#### Classifica
Fonte: sito ufficiale FIGH
|  | Pos. | Squadra               | Pt | G  | V  | N | S  | GF  | GS  | D   | Note       |
|  | ---- | --------------------- | -- | -- | -- | - | -- | --- | --- | --- | ---------- |
|  | 1.   | Noci                  | 23 | 12 | 11 | 1 | 0  | 318 | 234 | +84 | Promozione |
|  | 2.   | Fidelis Andria        | 15 | 12 | 6  | 3 | 3  | 326 | 306 | +20 |            |
|  | 3.   | Crotone               | 14 | 12 | 6  | 2 | 4  | 303 | 302 | +1  |            |
|  | 4.   | Innotech Serra Fasano | 11 | 12 | 5  | 1 | 6  | 287 | 278 | +9  |            |
|  | 5.   | Altamura              | 8  | 12 | 3  | 2 | 7  | 290 | 319 | -29 |            |
|  | 6.   | Fasano (-3)           | 7  | 12 | 4  | 2 | 6  | 307 | 311 | -4  |            |
|  | 7.   | Joker Putignano       | 3  | 12 | 1  | 1 | 10 | 260 | 341 | -81 |            |

### Area 9

#### Squadre partecipanti
| Squadra            | Città           |
| ------------------ | --------------- |
| Aetna Mascalucia   | Mascalucia (CT) |
| Pallamano Alcamo   | Alcamo (TP)     |
| Girgenti           | Agrigento       |
| Marsala            | Marsala (TP)    |
| Beach Team Messina | Messina         |
| Agriblu Scicli     | Scicli (RG)     |
| Scicli Social Club | Scicli (RG)     |
| PGS Villaurea      | Palermo         |

#### Classifica

##### Regular season
Fonte: sito ufficiale FIGH
|  | Pos. | Squadra            | Pt | G  | V  | N | S  | GF  | GS  | D    | Note |
|  | ---- | ------------------ | -- | -- | -- | - | -- | --- | --- | ---- | ---- |
|  | 1.   | Aetna Mascalucia   | 25 | 14 | 12 | 1 | 1  | 543 | 418 | +125 |      |
|  | 2.   | Alcamo             | 22 | 14 | 11 | 0 | 3  | 457 | 287 | +170 |      |
|  | 3.   | Scicli Social Club | 21 | 14 | 10 | 1 | 3  | 398 | 318 | +80  |      |
|  | 4.   | Agriblu Scicli     | 15 | 14 | 7  | 1 | 6  | 388 | 345 | +43  |      |
|  | 5.   | Marsala            | 14 | 14 | 7  | 0 | 7  | 437 | 397 | +40  |      |
|  | 6.   | Villaurea          | 11 | 14 | 5  | 1 | 8  | 317 | 334 | -17  |      |
|  | 7.   | Messina            | 2  | 14 | 1  | 0 | 13 | 275 | 479 | -204 |      |
|  | 8.   | Girgenti           | 2  | 14 | 1  | 0 | 13 | 269 | 506 | -237 |      |

##### Seconda fase
|  | Pos. | Squadra            | Pt | G  | V  | N | S  | GF  | GS  | D    | Note       |
|  | ---- | ------------------ | -- | -- | -- | - | -- | --- | --- | ---- | ---------- |
|  | 1.   | Aetna Mascalucia   | 37 | 21 | 18 | 1 | 2  | 799 | 604 | +195 | Promozione |
|  | 2.   | Alcamo             | 36 | 21 | 18 | 0 | 3  | 742 | 422 | +320 |            |
|  | 3.   | Scicli Social Club | 29 | 21 | 14 | 1 | 6  | 617 | 534 | +83  |            |
|  | 4.   | Agriblu Scicli     | 25 | 21 | 12 | 1 | 8  | 593 | 538 | +55  |            |
|  | 5.   | Marsala            | 20 | 21 | 10 | 0 | 11 | 659 | 630 | +29  |            |
|  | 6.   | Villaurea          | 15 | 21 | 7  | 1 | 13 | 474 | 513 | -39  |            |
|  | 7.   | Messina            | 3  | 21 | 1  | 1 | 19 | 424 | 727 | -303 |            |
|  | 8.   | Girgenti           | 3  | 21 | 1  | 1 | 19 | 418 | 759 | -341 |            |

### Area 10

#### Squadre partecipanti
| Squadra           | Città         |
| ----------------- | ------------- |
| CUS Sassari       | Sassari       |
| Handball Perfugas | Perfugas (SS) |

#### Classifica
Fonte: sito ufficiale FIGH
|  | Pos. | Squadra     | Pt | G  | V  | N | S  | GF  | GS  | D    | Note      |
|  | ---- | ----------- | -- | -- | -- | - | -- | --- | --- | ---- | --------- |
|  | 1.   | CUS Sassari | 22 | 14 | 10 | 2 | 2  | 468 | 321 | +147 | Spareggio |
|  | 2.   | Perfugas    | 6  | 14 | 2  | 2 | 10 | 321 | 468 | -147 |           |

## Spareggio
| Squadra 1   | Squadra 2   | Risultato                |
| ----------- | ----------- | ------------------------ |
| Casalgrande | CUS Sassari | Casalgrande, 8 giu. 2023 |
| Casalgrande | CUS Sassari | 35-22                    |